# Bantry (zatoka)

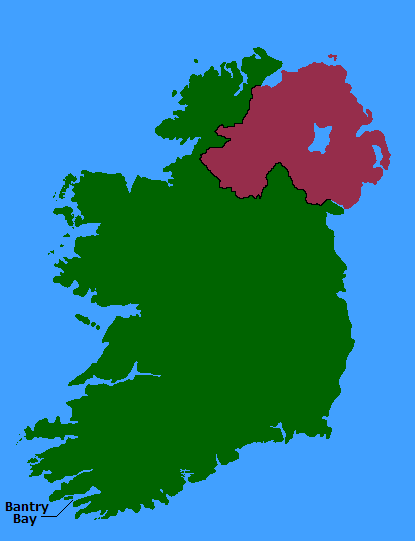
Zatoka na mapie wyspy

Bantry (ang. Bantry Bay, irl. Cuan Baoi/Inbhear na mBárc/Bádh Bheanntraighe) – zatoka w hrabstwie Cork, na południowym zachodzie Irlandii, na wyspie o tej samej nazwie. Część Oceanu Atlantyckiego. Ma 3 do 4 km szerokości w głębi, a 10 km u wejścia i długość ok. 35 km.
Nad zatoką leży miasto Bantry.

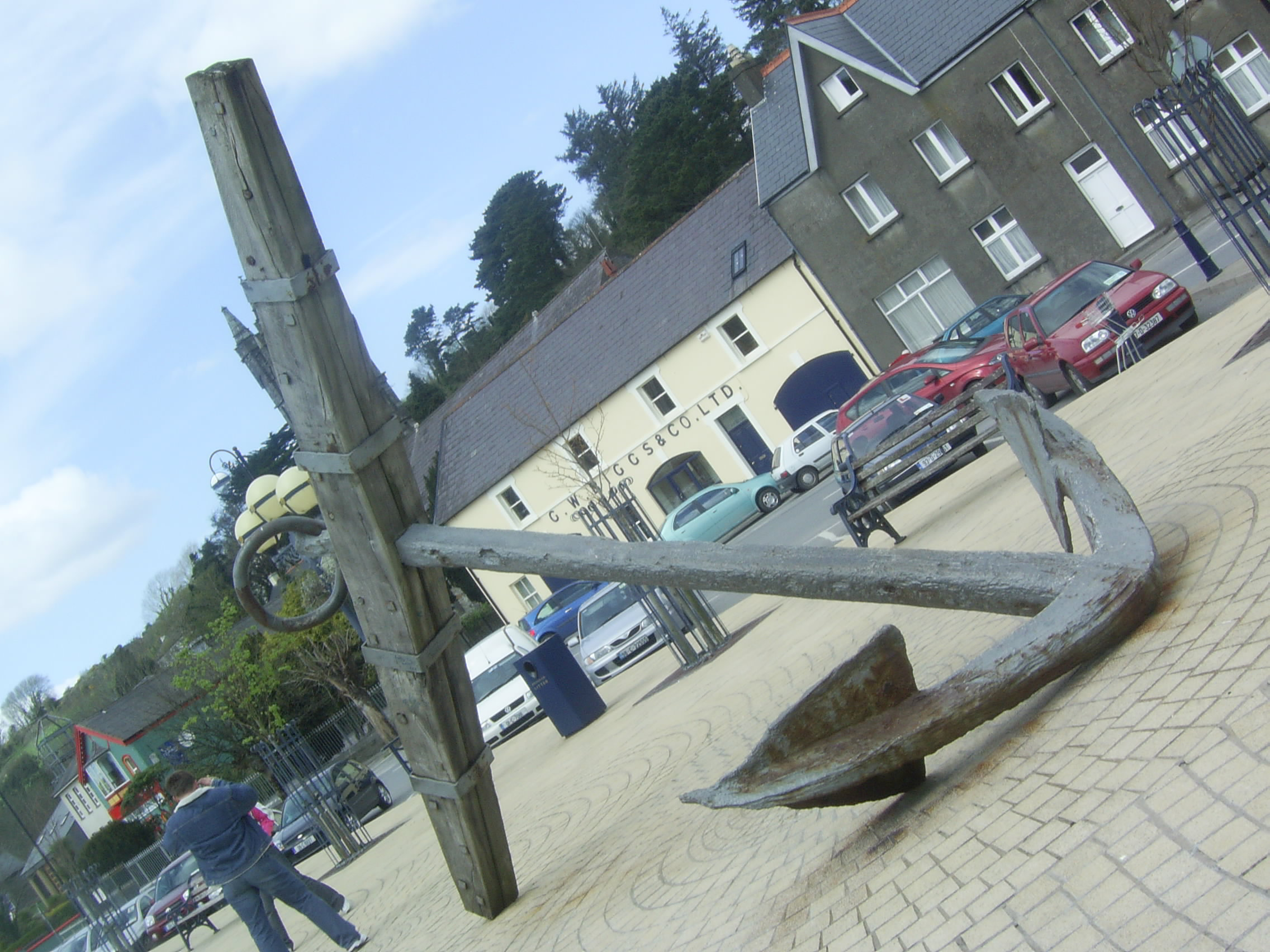
Kotwica francuska wyłowiona z zatoki

Od sąsiedniej, położonej bardziej na północ, zatoki Kenmare oddziela Bantry półwysep Beara. Od południa zatoka Bantry jest ograniczona półwyspem Sheep’s Head, za którym leży zatoka Dunmanus.
W zatoce położone są wyspy, m.in. najważniejsze Bere i Whiddy.
W grudniu 1796 do zatoki wpłynęła francuska flota, zaś dwa lata później wybuchła nad zatoką rewolucja irlandzka.